# ワイドワイドフジ
『ワイドワイドフジ』は、1982年4月1日から1985年3月29日までフジテレビで放送された平日昼前のワイドショー・情報番組である。

## 概要
鹿内信隆会長、鹿内春雄副社長（当時）が推し進めていたフジテレビの出直し改革にともない、それまでのドラマ再放送ゾーンと通販番組ゾーンだった10時台・11時台にワイドショーが設けられ、放送が開始された。
本番組は『小川宏ショー』の2代目パートナー司会であった陣内誠アナウンサー（当時）を起用したワイドショー番組であった。

## 番組内容について
番組は基本的に2部構成をとった。
前番組であるリビング11の反省から生活情報コーナーを増やし、10時台は関東ローカルで、関東近郊の街の話題や生活に関連した話題を特集しながらの放送。11時台は前番組であるリビング11より引き続き、11時台のみをネットしていたテレビ静岡にも配慮して、当時創刊したリビングマガジン（→リビングブック→現在のESSE）とのタイアップ企画となる料理コーナーおよびフジサンケイリビングサービス（現：ディノス）による通販コーナー（フジテレビ平日午前テレビショッピング枠）で構成されていた。
その後11時台のネットにテレビ新広島を皮切りに各系列局も参加している。
ちなみに、祝日には番組全編を通して中継を行うこともあり（料理および通販コーナーはスタジオから）、一部の回では、テレビ静岡も午前10時から全編ネットすることもあった。

## 出演者

### 司会
- 陣内誠（当時フジテレビアナウンサー）
- 橋凡子（橋幸夫夫人、月〜水曜→1984年4月から月・火曜担当）
- 藤尾友子（木・金曜→1984年4月から水〜金曜担当）

### ニュースコーナー（報道センター）
- 露木茂（当時フジテレビアナウンサー） - 『FNNニュースレポート11:30』と兼務。

### 通販コーナー
- 中野安子

### 夕食ばんざい
- 大山のぶ代（開始〜1984年3月まで）
- 大和田獏（1984年4月〜）

## スタッフ
制作協力 : 日本テレワーク

## 放送時間
- 月曜 - 金曜 10:00 - 11:25 （JST、1982年4月1日 - 1985年3月29日）

## 番組の変更
- 1984年9月14日 - 番組開始前に長野県西部地震が発生したため、全編報道センターからの放送となった。

## ネット局
- フジテレビ
- テレビ静岡 - テレビ静岡は編成上の都合から、11時台のみのネット。番組タイトルは『奥さまリビング・ワイドワイドフジ』と改題しての放送であった。
- 山陰中央テレビ
- 岡山放送 - 『奥さまリビング』として放送。
- テレビ新広島 - テレビ静岡より少し遅れて11時台をネット。テレビ静岡に類似した『奥さまリビング・夕食バンザイ／ワイドワイドフジ』と改題して放送。
  - この時期に、テレビ新広島のディノス事業の関連会社「TSSリビングサービス」（現：広島ディノス）が発足していた。
- 愛媛放送（現・テレビ愛媛）
- テレビ長崎
- テレビ熊本

## エピソード
- 最終回3日前の1985年3月26日放送分で通販コーナーでフジサンケイリビングサービス主催『ヨーロッパ一流ブランドビッグフェア』の電話リクエストを行った。しかしそれに関する電話が殺到して20回線用意していた電話がパンクしてしまった。その影響で四谷1〜3丁目と新宿1〜4丁目及び市ヶ谷地区の電話が不通になり、四谷電話局にも被害が発生してしまった。電話不通事件は前座番組『おはよう!ナイスデイ』でも起き、フジテレビは『笑っていいとも!・第一家庭電器いたずら電話事件』以来となる、四谷電話局からの苦情をつけられてしまった。